# Pholetesor zherikhini
Pholetesor zherikhini är en stekelart som beskrevs av Kotenko 2007. Pholetesor zherikhini ingår i släktet Pholetesor och familjen bracksteklar. Inga underarter finns listade i Catalogue of Life.